# Marblepsis dolosa
Marblepsis dolosa är en fjärilsart som beskrevs av Erich Martin Hering 1926. Marblepsis dolosa ingår i släktet Marblepsis och familjen tofsspinnare. Inga underarter finns listade i Catalogue of Life.